# マティ・グローヴス

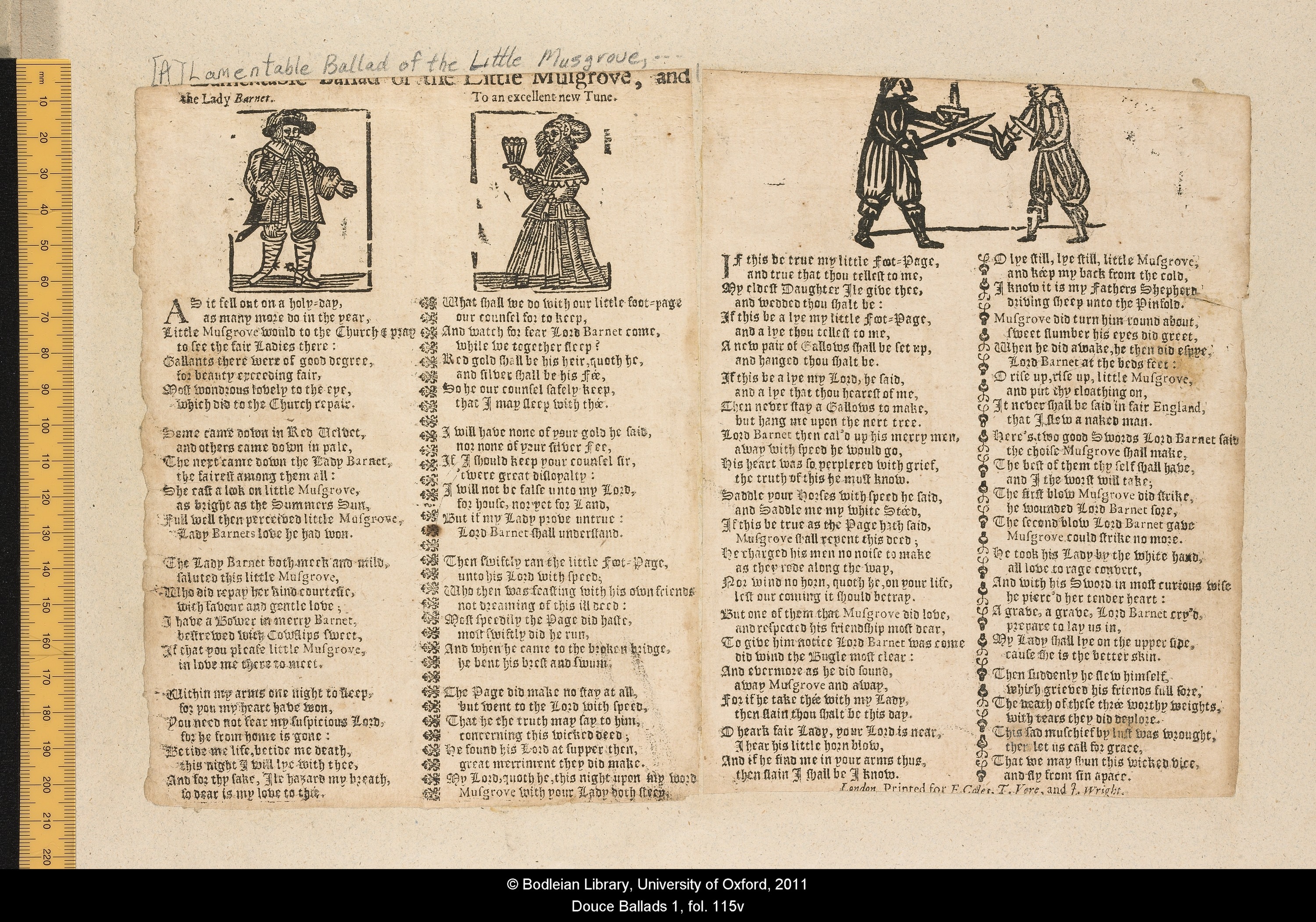
「リトル・マスグレイヴの嘆かわしいバラッド」 ボドリアン図書館所蔵の17世紀のブロードサイド

「リトル・マスグレイヴとレディ・バーナード」（"Little Musgrave and Lady Barnard"）や「リトル・マスグレイヴ」（"Little Musgrave"）としても知られる「マティ・グローヴス」（"Matty Groves"）はおそらくイングランド北部を発祥の地とする若い男性と貴婦人の間の姦通の試みが女性の夫に発覚し、二人が殺される物語のバラッド。この歌には多くの文字でのバリエーションが存在し、いくつかの名前のバリエーションも存在する。この歌は「リトル・マスグレイヴとレディ・バーナード」と言うタイトルで19世紀のアメリカ人学者フランシス・ジェームズ・チャイルドが収集したチャイルド・バラッドの中の一つとして少なくとも1613年まで遡ることができる。

## あらすじ
リトル・マスグレイヴ（またはマティ・グローヴス、リトル・マシュー・グローおよびその他のバリエーション）は、「聖なる言葉を聞く」または「そこにいる素敵な女性を見る」ために、聖なる日に教会に行く。彼はバーナード卿の妻、そこで最も美しい女性を見て、彼女が彼に惹かれていることに気がつく。彼女は彼に彼女と一緒に夜を過ごすように誘い、彼女の夫が家から離れていると彼女が言ったとき彼は同意する。彼女の小姓はバーナード卿（アーネル、ダニエル、アーノルド、ドナルド、ダーネル、ダーリントン）を探しに行き、マスグレイヴが彼の妻と一緒にベッドにいると彼に話す。バーナード卿は彼が真実を語っているなら小姓に莫大な報酬を、そして彼が嘘をついているなら絞首刑にすると約束する。バーナード卿と彼の部下は家に帰り、ベッドの恋人達を驚かせる。バーナード卿は裸の男を殺したとして非難されたくないので、マスグレイヴに服を着せるように言う。マスグレイヴは自分には武器がないので戦えないと言い、バーナード卿は彼に2本の剣のうちの良い方を与える。その後の決闘では、リトル・マスグレイヴがバーナード卿を負傷させ、バーナード卿は彼を殺した。その後、バーナード卿は妻にリトル・マスグレイヴを今でも好むかどうか尋ね、彼女が死んだ男の唇からのキスの方が夫とその親族すべてよりも好きだと答えると彼女を殺した。彼はそれから自分がしたことを後悔し、恋人たちを「彼女はより良い親族から来た」ので女性を上にして、単一の墓に葬るように命じる。一部のバージョンでは、バーナードは絞首刑にされたり、自殺したり、自分の幼い息子が妻の体内で死んでいるのを発見する。多くのバージョンでは、ストーリーの一部が省略されている。
キャラクターの元の名前であるリトル・マスグレイヴとレディ・バーナードは、イングランド北部の地名（具体的にはウェストモーランドのリトル・マスグレイヴとダラムのバーナード城）に由来するものと推測されている。
曲のイングランド・バージョンとアメリカ・バージョンの両方で見られる地名「バックルズフォードベリー」の起源は不明である。
バラッドのいくつかのバージョンには、恋人たちが夜を一緒に過ごした後に離れる詩的な形であるアルバの要素が含まれている。

### 標準リファレンス
- チャイルド・バラッド 81, Roud 52[1][2]

### 初期の印刷されたバージョン
いくつかのブロードサイドのバージョンが存在する。
ボドリアン図書館のブロードサイド・バラッド・オンラインには3種類の異なる印刷物があり、すべてが17世紀後半のものである。
一つは、アンソニー・ウッドの所蔵する「リトル・マウスグローヴの嘆きの歌、そしてバーネット夫人の嘆きの歌」The lamentable Ditty of the little Mousgrove, and the Lady Barnet で、裏面には「主人公たちは1543年に生きていた」というウッドの手書きのメモがある。

### 収集されたバージョン
チャイルドは14の例を公開した。
ラウド・フォークソング・インデックスには、このバラッドの例が300以上含まれており、このバラッドは主に北米で収集されていることが示されている：ラウドに記載されている113のバージョンがアメリカで発見され、その大部分はノースカロライナ州（24）、バージニア州（24）、ケンタッキー州（23）、ニューイングランド州（16）、テネシー州（9）である。カナダでは18のバージョンが発見され、その大部分はノバスコシア州である。スコットランドでは9種類、イングランドでは2種類のみである。セシル・シャープはこのうち22種類のコレクターとしてリストアップされている。
カリブ海で収集された歌や物語の多くは、バラッドに基づいているか、またはバラッドを引用している。

### テキストの変種と関連するバラッド
| バリエーション                                         | 卿/レディの苗字 | 恋人                         | 備考                                 |
| ------------------------------------------------------ | --------------- | ---------------------------- | ------------------------------------ |
| リトル・マスグレイヴとレディ・バーナードの古いバラッド | バーナード      | リトル・マスグレイヴ         | このバージョンにはフットページがある |
| マティー・グローヴス                                   | アーレン        | リトル・マティー・グローヴス | [ 12 ]                               |
| マティ・グローヴス                                     | ダーネル        | マティ・グローヴス           | [ 13 ]                               |

後に記録されたこの曲のいくつかのバージョンは、チャイルドのカタログに記載されているバージョンとは異なっている。最も古い出版物は1658 年に出版されたものである（下記の「文学」の項を参照）。ヘンリー・ゴッソン（Henry Gosson）のブロードサイドにも印刷されており、彼は1607年から1641年の間に印刷したと言われている。マティが最初に見られる場所については、時には教会、時にはボール遊びと言ったいくつかのバリエーションができている。
マティ・グローヴスはバラッド「フェア・マーガレットとスウィート・ウィリアム」 "Fair Margaret and Sweet William" （Child 74, Roud 253）といくつかの中間部のスタンザを共有している。
バラッドのその他の名称:
- 恋人に基づくもの
  - マッシィ・グローヴス Matthy Groves
  - 若いマスグレイヴ Young Musgrave
  - 小さなメスグローヴ Wee Messgrove
  - リトル・マスグレイヴ Little Musgrave
  - リトル・サー・グローヴ Little Sir Grove
  - リトル・マシ―グローヴ Little Mushiegrove
  - リトル・マスグローヴ Little Massgrove
- 卿に基づくもの
  - バーナード卿 Lord Barnard
  - バーナビー卿 Lord Barnaby
  - バーリバス卿 Lord Barlibas
  - バーナバス卿 Lord Barnabas
  - ベングウィル卿 Lord Bengwill
  - バーネット卿 Lord Barnett
  - アーレン卿 Lord Arlen
  - アーノルド卿 Lord Arnold
  - アアロン卿 Lord Aaron
  - ドナルド卿 Lord Donald
  - ダーレン卿 Lord Darlen
  - ダーネル卿 Lord Darnell
- 名前の組み合わせに基づくもの
  - リトル・マスグレヴとレディ・バーナード Little Musgrave and Lady Barnard
  - ロード・バーネットとリトル・マスグローヴ Lord Barnett and Little Munsgrove
  - リトル・マスグレイヴとレディ・バーネット Little Musgrave and Lady Barnet

### 文学
バラッドに関する最も初期の既知の引用は、ボーモントとフレッチャーの1613年の演劇『燃える杵の騎士』The Knight of the Burning Pestle に見られる。

ある者は口笛を吹き、ある者は歌い、

おい、伏せろ、伏せろ！

と何人かは大声で言い、

バーネット公の角笛が鳴っていたように、

離れろ、マスグレイブ、離れろ！と
アル・ハインの1961年の小説Lord Love a Duck はバラッドからの抜粋で始まり、同様に終わり、2人の登場人物のためにマスグレイヴとバーナードの名前を借用している。
デボラ・グラビアンの『お化けバラッド』シリーズ3冊目の本『マティ・グローブス』(2005年)は、バラッドに異なるひねりを加えている。

## フィールド・レコーディング
- 1928年8月、ヘンリー夫人（メリンジャー・エドワード・ヘンリーのために）がテネシー州の「おじさん」サム・ハーモンからこの曲のヴァージョンを録音した[20]。
- 1934年、ジーン・ベル・トーマスがケンタッキーで「ロード・ダニエル」を歌うグリーン・マガードを録音した。このバージョンはアンソロジー 'Kentucky Mountain Music' Yazoo YA 2200 としてリリースされた[21]。
- 1949年6月2日、ジーン・リッチーはアラン・ローマックスのために「リトル・マスグレイヴ」を歌った[22]。
- 1960年9月、ハミッシュ・ヘンダーソンはアバディーンシャー出身の歌手ジーニー・ロバートソンが「リトル・マスグレイヴとレディ・バーナード」を歌っているのを録音した。しかし、主人公はマティー・グローヴスとロード・ドーナルで、同じ歌手による別バージョンは「ロード・ドーナル」と呼ばれている。Tobar an DualchaisのWebページ上の録音へのノートは、歌手がジョニー・ウェルズとサンディ・パトンから彼女のバージョンを学んだことを示唆している。パトンはアメリカの歌手であり、フォークソングの収集家でもあった[23]。
- 1963年8月、ジョン・コーエンがノースカロライナ州ソドムでディラード・チャンドラーが「マティ―・グローヴス」を歌っているのを録音した。このバージョンはスミソニアン・フォークウェイズのSFW CD 40159 ('Dark Holler')に収録されている[24]。

## 商業録音
一部のパフォーマーのバージョンは、ジーン・リッチー やマーティン・カーシー のものを含めて非常に注目に値し、また成功したバージョンということができる。
| 年   | リリース（Album / "Single"）                                    | 演奏者                                                             | 曲名                             | 備考 |
| ---- | --------------------------------------------------------------- | ------------------------------------------------------------------ | -------------------------------- | --- |
| 1956 | John Jacob Niles Sings American Folk Songs                      | ジョン・ジェイコブ・ナイルズ                                       | Little Mattie Groves             | |
| 1958 | Shep Ginandes Sings Folk Songs                                  | シェップ・ギナンデス                                               | Mattie Groves                    | [ 27 ] |
| 1960 | British Traditional Ballads in the Southern Mountains, Volume 2 | ジーン・リッチー                                                   | Little Musgrave                  | |
| 1962 | Joan Baez in Concert                                            | ジョーン・バエズ                                                   | Matty Groves                     | |
| 1964 | Introducing the Beers Family                                    | ビアーズ・ファミリー                                               | Mattie Groves                    | |
| 1966 | Home Again!                                                     | ドク・ワトソン                                                     | Matty Groves                     | |
| 1969 | リージ・アンド・リーフ                                          | フェアポート・コンヴェンション                                     | Matty Groves                     | 無関係なアパラチアの歌 "Shady Grove" のメロディに設定しており、このハイブリッドバージョンは他の演奏者のレパートリーに入いった（この頻度と名前の類似性により、「Shady Grove」は「Matty Groves」から直接派生しているという誤った仮定が生まれている）。 何度かはライブでも録音されている。 |
| 1969 | Prince Heathen                                                  | マーティン・カーシー                                               | Little Musgrave and Lady Barnard | |
| 1970 | Ballads and Songs                                               | ニック・ジョーンズ                                                 | Little Musgrave                  | |
| 1976 | Christy Moore                                                   | クリスティ・ムーア                                                 | Little Musgrave                  | アンディ・アーバインの曲に設定 |
| 1977 | Never Set the Cat on Fire                                       | フランク・ヘイズ                                                   | Like a Lamb to the Slaughter     | パロディのトーキング・ブルース版として |
| 1980 | The Woman I Loved So Well                                       | プランクシティ                                                     | Little Musgrave                  | |
| 1990 | Masque                                                          | ポール・ローランド                                                 | Matty Groves                     | |
| 1992 | Just Gimme Somethin' I'm Used To                                | ノーマン・ブレイクと妻のナンシー・ブレイク                         | Little Matty Groves              | |
| 1992 | Out Standing in a Field                                         | The Makem Brother and Brian Sullivan                               | Matty Groves                     | |
| 1993 | In Good King Arthur's Day                                       | グレアム・ドッズワース                                             | Little Musgrave                  | |
| 1994 | You Could Be the Meadow                                         | イーデン・バーニング                                               |                                  | |
| 1995 | Live at the Mineshaft Tavern                                    | ThaMuseMeant                                                       |                                  | |
| 1997 | On and On                                                       | フィドラーズ・グリーン                                             | Matty Groves                     | |
| 1999 | Trad Arr Jones                                                  | ジョン・ウェズリー・ハーディング                                   | Little Musgrave                  | |
| 2000 | Hepsankeikka                                                    | Tarujen Saari                                                      | Kaunis neito                     | （フィンランド語） |
| 2001 | Listen, Listen                                                  | コンティネンタル・ドリフターズ                                     | Matty Groves                     | |
| 2002 | Ralph Stanley                                                   | ラルフ・スタンレー                                                 | Little Mathie Grove              | |
| 2003 | sings Sandy Denny                                               | リンデ・ニルランド                                                 | Matty Groves                     | |
| 2004 | Live 2004                                                       | Planxty                                                            | Little Musgrave                  | |
| 2005 | Dark Holler: Old Love Songs and Ballads                         | ディラード・チャンドラー                                           | Mathie Grove                     | アパラチア風のアカペラ |
| 2005 | De Andere Kust                                                  | Kadril                                                             | Matty Groves                     | |
| 2007 | Season of the Witch                                             | ストラングリングス                                                 | Matty Groves                     | |
| 2007 | Prodigal Son                                                    | マーティン・シンプソン                                             | Little Musgrave                  | |
| 2008 | The Peacemaker's Chauffeur                                      | ジェイソン・ウィルソン                                             | Matty Groves                     | レゲエ・バージョン、デイヴ・スウォーブリックとブラウンマン・アリをフィーチャー |
| 2009 | Folk Songs                                                      | ジェームズ・ヨークストンとビッグ・アイド・ファミリー・プレイヤーズ | Little Musgrave                  | |
| 2009 | Alela & Alina                                                   | アレラ・ダイアンがアリーナ・ハーディンと共に                       | Matty Groves, Lord Arland        | |
| 2009 | オーファンズ                                                    | トム・ウェイツ                                                     | Mathie Grove                     | |
| 2009 | Tales from the Crow Man                                         | ダム・ザ・バード                                                   | Matty Groves                     | |
| 2010 | Sweet Joan                                                      | シャーウッド                                                       | Matty Groves                     | (ロシア語) |
| 2011 | Birds' Advice                                                   | エリザベス・ラプレル                                               | Mathey Groves                    | |
| 2011 | "Little Musgrave"                                               | マスグレイヴス                                                     | Little Musgrave                  | バンド名を広めるためのYouTubeビデオ |
| 2011 | In Silence                                                      | マーク・キャロル                                                   | Matty Groves                     | |
| 2012 | Retrospective                                                   | ザ・ケネディーズ                                                   | Matty Groves                     | |
| 2013 | The Irish Connection 2                                          | ジョニー・ローガン                                                 |                                  | |
| 2013 | Fugitives                                                       | モリアーティ                                                       | Matty Groves                     | |
| 2019 | Návrat krále                                                    | アソナンス                                                         | Matty Groves                     | (チェコ語) |

## 映画とテレビ

### 映画
『歌追い人』（原題：Songcatcher、2000年）の中で、この曲はエミー・ロッサムとジャネット・マクティアによって演奏された。

### テレビ
イギリスのテレビシリーズ『孤高の警部 ジョージ・ジェントリー』（原題：en:Inspector George Gently）の第5シーズン第2話 "Gently with Class" (2012年)の中で、この曲は「マティ・グローヴス」として歌手エレン・マラム役のエボニー・バックルによって演奏された。

## 音楽的異本
1943年、イギリスの作曲家ベンジャミン・ブリテンはこの曲を「小姓マスグレイヴとバーナード夫人のバラッド」（"The Ballad of Little Musgrave and Lady Barnard"）と題した合唱曲の基礎として用いた。
キッパー・ファミリーによるパロディ曲 "The Big Musgrave" は1988年の彼らのLP Fresh Yesterday (DAM CD 020) で聴くことができる。このバージョンの主役はでかいデブのグローヴス(Big Fatty Groves)と呼ばれている。
フランク・ヘイズは "Like A Lamb To The Slaughter" と呼ばれるトーキング・ブルース・バージョンを作り、1994年のペガサス賞の "Best Risqué Song"（最優秀きわどい歌）を受賞した。

## 同じ曲のその他の歌
- デイヴ・ヴァン・ロンクの『朝日のあたる家』のでは「マティ・グローヴス」の曲が使われている。
- 歌詞にいくつものヴァリエーションがあるアメリカ合衆国のフォーク/ブルーグラスの曲「シェイディ・グローヴ」は南北戦争前後に生まれたもので、「マティ・グローヴス」の曲に非常ににており、マティ・グローヴスの曲から派生した可能性がある。

## 参考資料
ひとつ前と後のチャイルド・バラッド:
- "The Bonny Birdy"
- "Old Robin of Portingale"